# Athenia (Schiff, 1904)
Die Athenia (I) war ein 1904 in Dienst gestelltes Passagierschiff der britischen Reederei Donaldson Line, das im Passagier- und Postverkehr zwischen Großbritannien und Kanada eingesetzt wurde. Während des Ersten Weltkriegs wurde sie am 16. August 1917 bei Inishtrahull Island von einem deutschen U-Boot versenkt, wobei 15 Menschen ums Leben kamen.

## Das Schiff
Das Dampfschiff Athenia wurde auf der Werft Vickers, Sons & Maxim im englischen Barrow-in-Furness gebaut und lief am 20. Oktober 1903 mit einem Rauminhalt von 7.835 BRT vom Stapel. Der 145,7 Meter lange und 17,1 Meter breite Dampfer hatte einen Schornstein, vier Masten und zwei Propeller und wurde von drei sechszylindrigen Dreifachexpansions-Dampfmaschinen angetrieben, die 855 PS leisteten und eine Geschwindigkeit von 14 Knoten ermöglichten. Die Kohle wurde in insgesamt sechs Einender-Dampfkesseln mit insgesamt 18 Feuerungen verbrannt. Der Schiffsrumpf verfügte über acht wasserdichte Schotts und einen durchgängigen Doppelboden.
Die Athenia war primär als Frachtschiff konzipiert, da die Donaldson Line zu jenem Zeitpunkt noch nicht im Personenverkehr aktiv war. Trotzdem waren Unterkünfte für zwölf Passagiere Erster Klasse an Bord. Am 21. Mai 1904 lief die Athenia in Glasgow zu ihrer Jungfernfahrt nach Montreal aus. Im darauffolgenden Jahr stieg die Reederei dann doch noch in den Passagierverkehr ein und ließ an Bord zusätzliche Kabinen für 50 Passagiere Zweiter Klasse und 450 Passagiere Dritter Klasse einrichten. Durch diese Umbauten erhöhte sich die Schiffstonnage auf 8.668 BRT. Die Athenia war damit das erste Passagierschiff der Donaldson Line.
Am 25. März 1905 legte die Athenia in Glasgow zu ihrer ersten Fahrt im regulären Transatlantik-Passagierdienst nach Saint John ab. In den folgenden Jahren blieb sie auf der Route nach Saint John, Quebec und Montreal. Im Jahr 1916 ging die Athenia zusammen mit den anderen Schiffen der Donaldson Line in den Besitz der neu formierten Kapitalgesellschaft Anchor-Donaldson Line über.

## Versenkung
Am 16. August 1917 wurde die Athenia sieben Seemeilen nördlich von Inishtrahull Island an der nordirischen Küste von dem deutschen U-Boot U 53 (Kapitänleutnant Hans Rose) ohne Vorwarnung torpediert und versenkt (Position 55° 33′ N, 7° 23′ W). Das Schiff befand sich mit Passagieren und gewöhnlicher Fracht auf einer Überfahrt von Montreal nach Glasgow. 15 Menschen kamen durch die Versenkung ums Leben.